# Karl Cordin
Pour le joueur français de rugby à XV, voir Gervais Cordin.
Karl Cordin, né le 3 novembre 1948 à Dornbirn, est un skieur alpin autrichien membre du Ski Club de l'Arlberg.

## Palmarès

### Jeux olympiques d'hiver
| Épreuve / Édition | Descente | Slalom géant | Slalom |
| JO 1972 Sapporo   | 7e       | —            | —      |

### Championnats du monde
| Épreuve / Édition          | Descente | Slalom géant | Slalom | Combiné |
| Mondiaux 1970 Val Gardena  | Argent   | —            | —      | —       |
| JO 1972 Sapporo            | 7e       | —            | —      | —       |
| Mondiaux 1974 Saint-Moritz | 4e       | —            | —      | —       |

### Coupe du monde
- Meilleur résultat au classement général : 10e en 1970
  - Vainqueur de la coupe du monde de descente en 1970
  - 3 victoires : 3 descentes
  - 9 podiums

#### Saison par saison
- Coupe du monde 1969 :
  - Classement général : 18e
- Coupe du monde 1970 :
  - Classement général : 10e
    - Vainqueur de la coupe du monde de descente
    - 1 victoire en descente : Jackson Hole
- Coupe du monde 1971 :
  - Classement général : 12e
    - 1 victoire en descente : Val-d'Isère
- Coupe du monde 1972 :
  - Classement général : 28e
- Coupe du monde 1973 :
  - Classement général : 17e
- Coupe du monde 1974 :
  - Classement général : 18e
    - 1 victoire en descente : Zell am See
- Coupe du monde 1975 :
  - Classement général : 22e
- Coupe du monde 1976 :
  - Classement général : 46e

### Arlberg-Kandahar
- Meilleur résultat : 2e place dans la descente 1970 à Garmisch